# Maigret e l'affare strip-tease
Maigret e l'affare strip-tease (titolo originale francese La colère de Maigret, pubblicato in traduzione italiana anche col titolo Maigret perde le staffe) è un romanzo di Georges Simenon con protagonista il commissario Maigret.
Il romanzo è stato scritto dal 13 al 19 giugno 1962 in Svizzera e pubblicato per la prima volta nel quarto trimestre del 1963 in Francia presso l'editore Presses de la Cité.
È il sessantunesimo romanzo dedicato al celebre commissario.

## Trama
Émile Boulay, proprietario di diversi cabaret a Montmartre e sugli Champs-Élysées è scomparso. Antonio Farano, suo cognato, gestore del locale di spogliarelli "Paris-Strip", avverte il commissario Maigret. Poco dopo si ritrova il cadavere di Boulay, strangolato, dalle parti del Père-Lachaise. L'autopsia rivela che è morto da almeno due giorni. Maigret ricostruisce a poco a poco la sua vita. Nonostante gestisse una parte della vita notturna di Parigi, Boulay era un uomo tranquillo, calmo e saggio, che passava le serate in famiglia con la moglie Marina. Maigret parla con Louis Boubée, detto Mickey, accompagnatore di clienti e buttafuori dei locali, il quale è anche un informatore della polizia; poi con Jules Raison, ragioniere della vittima, ma non riesce a sapere niente. Neanche il fatto che un certo Mazotti minacciasse i proprietari di locali di far scoppiare delle risse al loro interno se non gli pagavano un pizzo sembra collegato con l'omicidio. Infatti Mazotti era ormai sparito, convinto, pare, da certi amici della famiglia, portuali di Le Havre, a non ripresentarsi a Parigi. Ma poi Mazotti venne trovato morto ed i sospetti andarono anche su Boulay. Inoltre si scopre che non si fosse presentato ad un interrogatorio della polizia ed avesse appena ritirato, contrariamente alle sue abitudini, una grossa somma dalla banca, con la quale si era recato ad un appuntamento notturno da cui non è più tornato.
Maigret che per servizio si mette a frequentare i locali notturni (il "Lotus", il "Train-Bleu", il "Saint-Trop", con le loro ballerine e i baristi), scopre poi che l'avvocato Jean-Charles Gaillard, che lavorava come consulente fiscale per Boulay, ha portato l'automobile a riparare esattamente da quando è morta a quando è stata ritrovata la vittima e si insospettisce. È un uomo strano, che a Dunkerque durante la guerra ha perso le dita di una mano e poi ha sposato una ballerina che danzava con il nome d'arte di Jeanine de Lara, essendone geloso per diversi anni, fino a quando lei si ammalò e da allora vive quasi da reclusa; come avvocato ha sempre scelto la clientela e molto spesso ha vinto le cause. Ma a Maigret viene da pensare che "un avvocato non uccide i suoi clienti", la frase gli gira in testa come un ritornello.
Maigret scopre quindi che un ex-cliente di Gaillard, un giovane meccanico e ladro di automobili, Gaston Mauran, sostiene di aver pagato 100.000 franchi per farsi difendere e per corrompere Maigret. Il commissario mette i due a confronto e sente salire dentro di sé una certa rabbia per l'avvocato, avido, che si è fatto versare 500.000 franchi da Boulay per difenderlo eventualmente nell'affare Mazotti. Boulay, sapendosi protetto, davanti alla richiesta della polizia di presentarsi, si è quindi sentito tradito, ma l'avvocato non ha saputo dare spiegazioni e l'ha ucciso. Ora tenta ancora di giustificarsi con Maigret, parla del proprio bisogno di soldi per la passione del gioco d'azzardo, ma il commissario è giustamente inflessibile. Saprà poi che si è impiccato in cella.

## Edizioni
Il romanzo è stato pubblicato per la prima volta presso l'editore Presses de la Cité nel 1963.
In Italia è apparso per la prima volta nel 1967, tradotto da Luisa Scandolo e pubblicato da Mondadori nella collana "Le inchieste del commissario Maigret" (nº 43). Sempre per lo stesso editore è stato ripubblicato in altre collane o raccolte tra gli anni sessanta e novanta. Nel 2008 il romanzo è stato pubblicato presso Adelphi, tradotto da Marina Karam, con il titolo Maigret perde le staffe, nella collana dedicata al commissario (parte de "gli Adelphi", al nº 334).

## Film e televisione
Il romanzo è stato adattato una sola volta in televisione:
- Nell'episodio dal titolo La colère de Maigret, facente parte della serie televisiva Les enquêtes du commissaire Maigret per la regia di Alain Levent, trasmesso per la prima volta su Antenne 2 il 12 gennaio 1983, con Jean Richard nel ruolo del commissario Maigret.